# حومال
حومال هي قرية لبنانية من قرى قضاء عاليه في محافظة جبل لبنان.
تحدها بلدة بدادون من الشرق ووادي شحرور من الغرب وبلدات  بدادون ووادي شحرور من الشمال وبليبل ووادي شحرور من الجنوب. وتعتبر المركز بين قرى بدادون، بليبل، والقماطية. 
ترتفع حومال عن سطح البحر  300 م. وتبعد عن بيروت حوالي 10 دقائق. 
تعد هذه البلدة  حوالي 450 بيت. و600 ناخب. 
فيها بلدية وحدة ومختار واحد. من عائلاتها : ضو، ابي خليل، فغالي، مرعب، ابي انطون والقبرصي.  
كانت تشتهر حومال ببيادرها ووفرت زراعة القمح، كذلك أشجار الفواكه المروية كالخوخ والمشمش والجنارك. بالإضافة إلى زراعة البصل إذ يقال: «بتاكل بصل متل أهل حومال». 
كذلك اشتهرت حومال بتربية دود الحرير على أيام الإمارة وتضم كرخانتين كبيرتين كانتا لال فياض أما الآن فهما انقادٌ مهجورة. 
تكثر الاحتفالات والنشاطات في هذه البلدة إذ إن الشباب ناشطون.
كما تتميز بمهرجان ليالي حومال في كل صيف. كذلك تحتفل حومال  بعيد شفيعتها(انتقال السيدة العذراء) في 15 آب من كل سنة بنشاطات دينية واجتماعية وترفيهية مختلفة.  